# Royal United Services Institute
Le Royal United Services Institute for Defence and Security Studies (RUSI), officiellement encore connu au début du XXIe siècle par son ancien nom, le Royal United Services Institution, est un think tank britannique  spécialisé dans la défense et la sécurité. Il fut fondé en 1831 par le duc de Wellington.
RUSI se décrit comme « le premier forum en Grande-Bretagne pour la défense et la sécurité aux niveaux national et international ».
En 2011, son directeur est Michael Clarke et son président est le duc de Kent.

### Traductions de
1. ↑  (en) « the leading forum in the UK for national and international Defence and Security »